# San Severo
San Severo város (közigazgatásilag comune) Olaszország Puglia régiójában, Foggia megyében.

## Fekvése
A Tavoliere delle Puglie északi részén fekszik, Foggiától északra.

## Története
A települést a 11. században alapították egy kis, bencések által alapított templom körül. 1053-ban Robert Guiscard csapatai a város mellett arattak győzelmet IX. Leó pápa seregei felett (civitatei csata). Miután a lakosai fellázadtak a Szicíliai Királyság ellen, II. Frigyes 1233-ban elpusztította, a területet pedig a templomos lovagoknak adományozta. A város a középkorban Capitanata (mai Foggia megye és Molise területe) székhelye volt. 1579-ben eladták a Sangro hercegi családnak. 1799-ben francia csapatok pusztították el, majd Torremaggiore apátságának ajándékozták. A második világháborúban amerikai csapatok főhadiszállása volt.

## Népessége
A lakosság számának alakulása:

## Főbb látnivalói
- a 12. századi, majd barokk stílusban átépített Santa Maria Assunta-katedrális
- a román stílusjegyeket viselő San Severino-templom
- nemesi paloták (Érseki palota, Palazzo del Seminario)

## Híres emberek
- Itt született 1888. december 30-án Mario Carli olasz író.